# 東急デハ60形電車
東急デハ60形電車（とうきゅうデハ60がたでんしゃ）は東京急行電鉄の軌道線（旧・玉川電気鉄道線）で使用されていた電動車である。

## 概要
1938年、玉川電気鉄道が東京横浜電鉄に吸収合併された後、31号形の鋼体化による初の新形式車がデハ60形の前身、71号形で、1939年に合計5両が川崎車両で新造された。
前身となる玉川電気鉄道31号形は、1925年に現在の世田谷線区間である三軒茶屋駅 - 下高井戸駅の開通に伴い、日本車輌製造と田中車両で新造された木造ボギー電動車である。直径710mm車輪を履いた中低床車で、国産台車を履き前後オープンデッキ、集電方式はトロリーポール前後各2本のダブルポール、窓配置は3連窓×4であった。同年蒲田車両で製造され、戦後まで使用された玉電36号形（のちの東急デハ20形電車）も同様の木造車だが、こちらは中引戸付であった。31号形が製造後わずか13年で鋼体化に至った理由は、車体の歪みが他の木造車両に比べ酷かったことによる。
東横71号形は中扉付、すべて1枚引戸、窓配置は点対称のD4D5Dで、大型の二段上昇窓を持ち、運転台窓は中央が広めの変則3枚窓で、集電方式は31号形当時同様ダブルポールであった。大窓と丸みを帯びた車体形状、鋼板屋根は、鉄道線のデハ1000形（東急発足後は初代3000系デハ3500形）や、東京高速鉄道100形（後の営団100形）等、同時期の川崎車輌製に共通するデザインといえる。種車の台車、電機品を流用したため、710mm車輪の中低床、直接制御車であった。
東京急行電鉄（大東急）発足時にデハ60形に改番された。戦後行われた連結総括制御化により、座付自動連結器、間接非自動加速（HL）制御器、非常管付直通制動（SME）化と共にデハ40形との台車交換が行われ、810mm車輪装備により高床化された。1949年に集電方式がビューゲルに、さらに1956年にパンタグラフに変更された。また、車体中央方向に引き込む構造の前後引戸が操作に難があったため、乗務員室方向に引き込む2枚引戸に変更された。
晩年は鉄道線であった砧線用として、鉄道線での運行認可を経て同線は本形式のみで運行されたが、中耕地 - 吉沢間に急曲線が存在するため、玉電標準装備の座付自動連結器では連結運転ができず、続行運転で対処していた。これを解消するため、京急の地下鉄乗り入れに伴う連結器交換で余剰になったK2A形密着連結器が、61･63の非パンタ側、62･64のパンタ側に取り付けられた。ただしこれによる片運転台化は行われず、61+62、63+64の重連の他、玉川・砧両線での単行運転にも引き続き使用され、連結器を使用しないときはカバーを付けていた。残る65も単行専用車として両線で使用された。
1969年5月11日の玉川線・砧線廃止とともに廃車された。廃止に際しての花電車には65号が抜擢され、三軒茶屋-下高井戸間を除く全線を走行した。
廃車後、こどもの国へ全車引き取られ、園内に存在した旧田奈弾薬庫引込線の荷扱プラットホーム付近（現・牧場口駐車場）に5両並べて据え置かれたが、露天で立ち入り自由の場所に置かれたために数年と経たずに荒廃し、後に解体された。